# Chanat Krymski

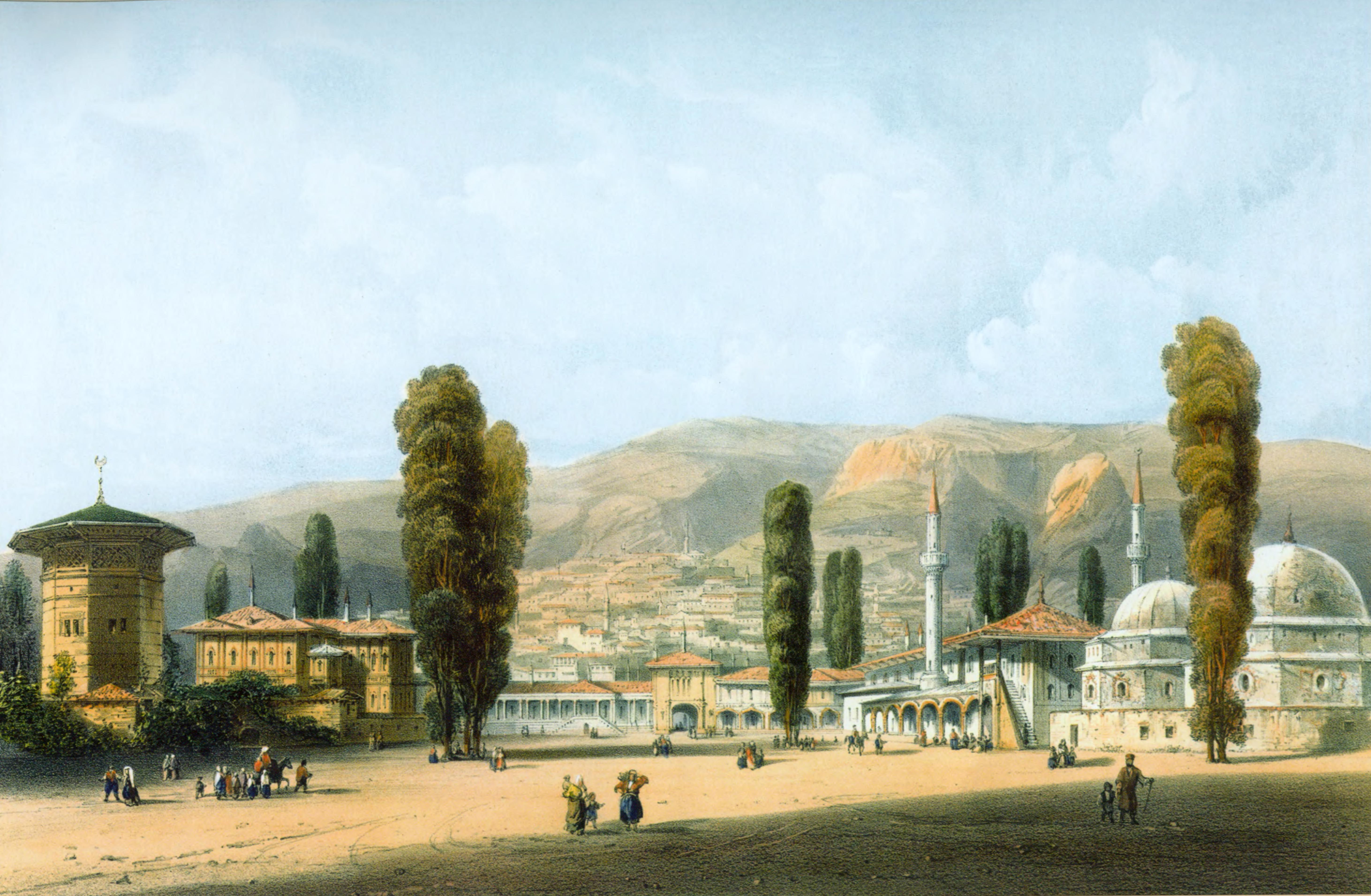
Pałac chanów krymskich w Bakczysaraju

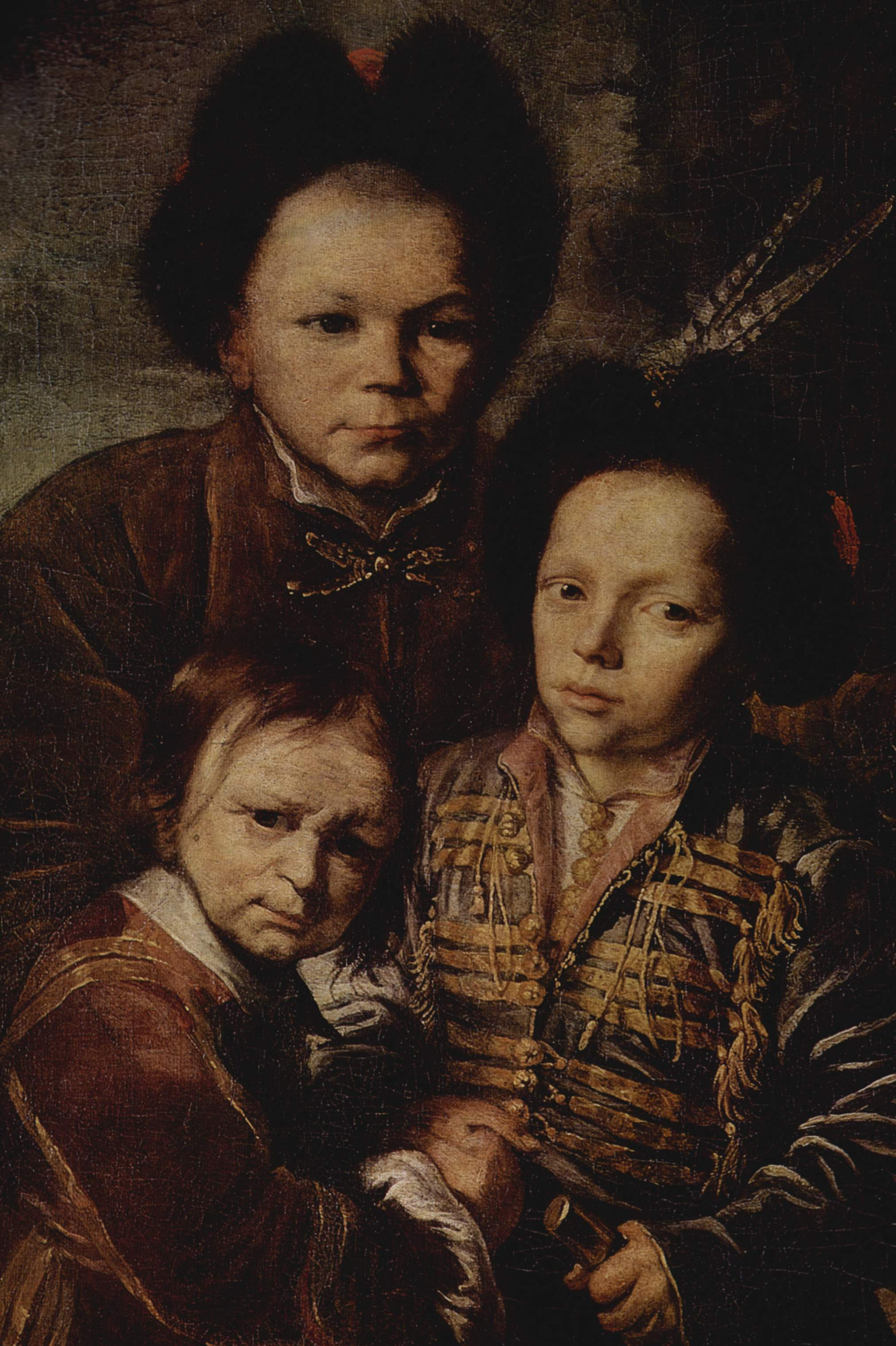
Tatarzy krymscy na dworze króla Jana II Kazimierza. Fragment portretu Dedesza agi z rodziną autorstwa Daniela Schultza (1664)

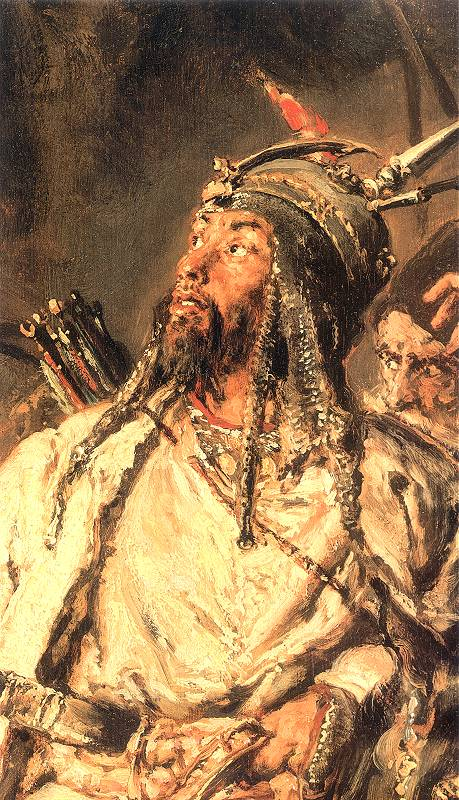
Tuhaj-bej na fragmencie obrazu Jana Matejki – Bohdan Chmielnicki z Tuhaj-bejem pod Lwowem (1885)

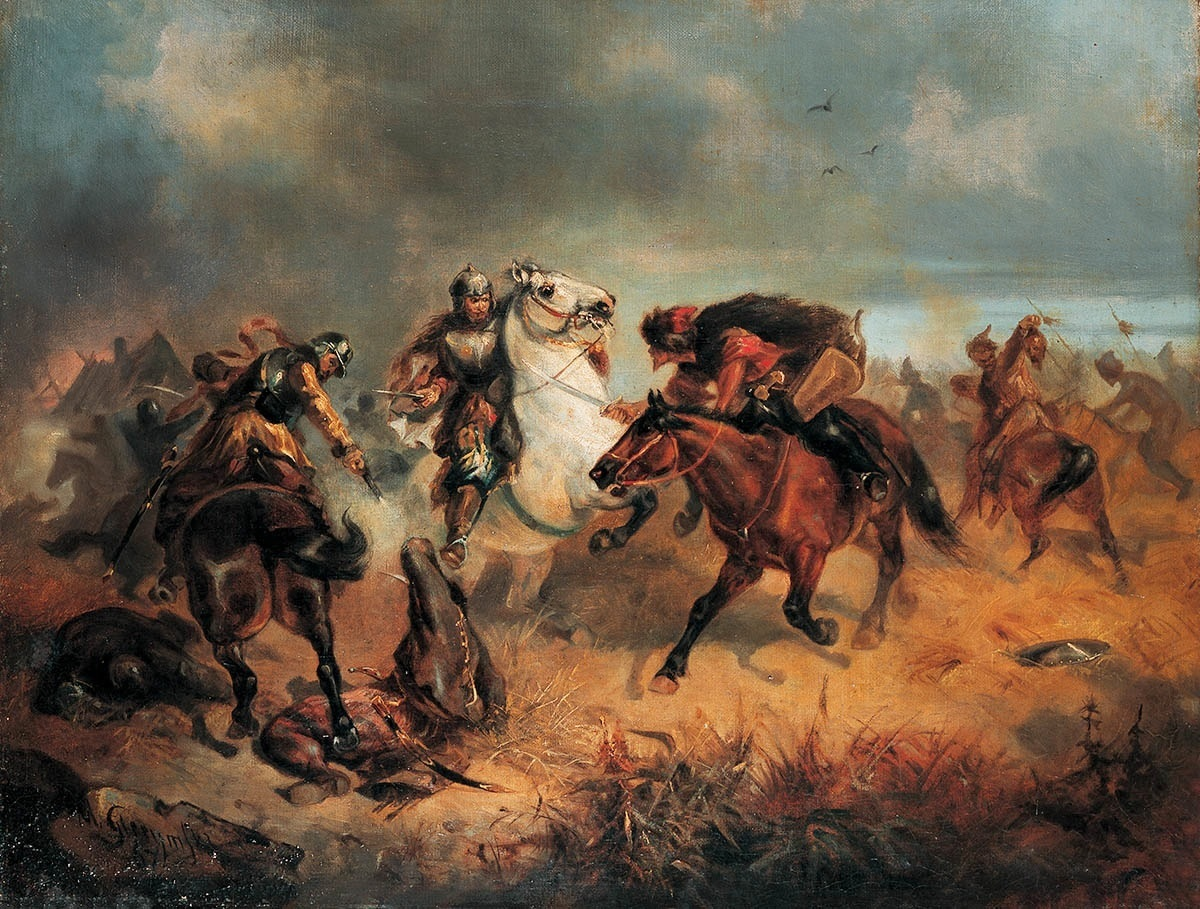
Obraz Potyczka z Tatarami autorstwa Maksymiliana Gierymskiego (1867)

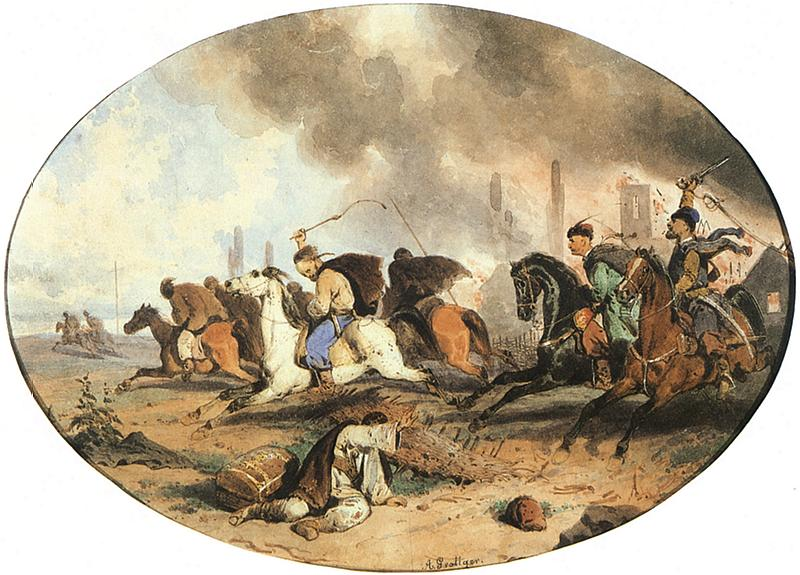
Obraz Tatarzy w ucieczce autorstwa Artura Grottgera (1855)

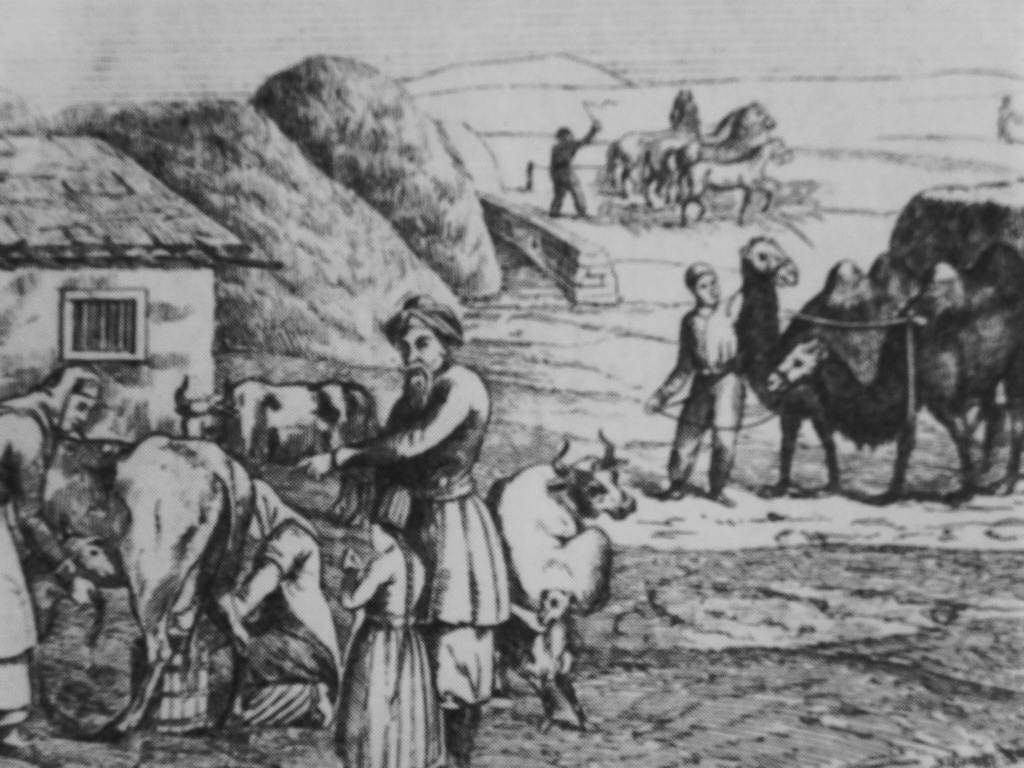
Gospodarstwo tatarskie

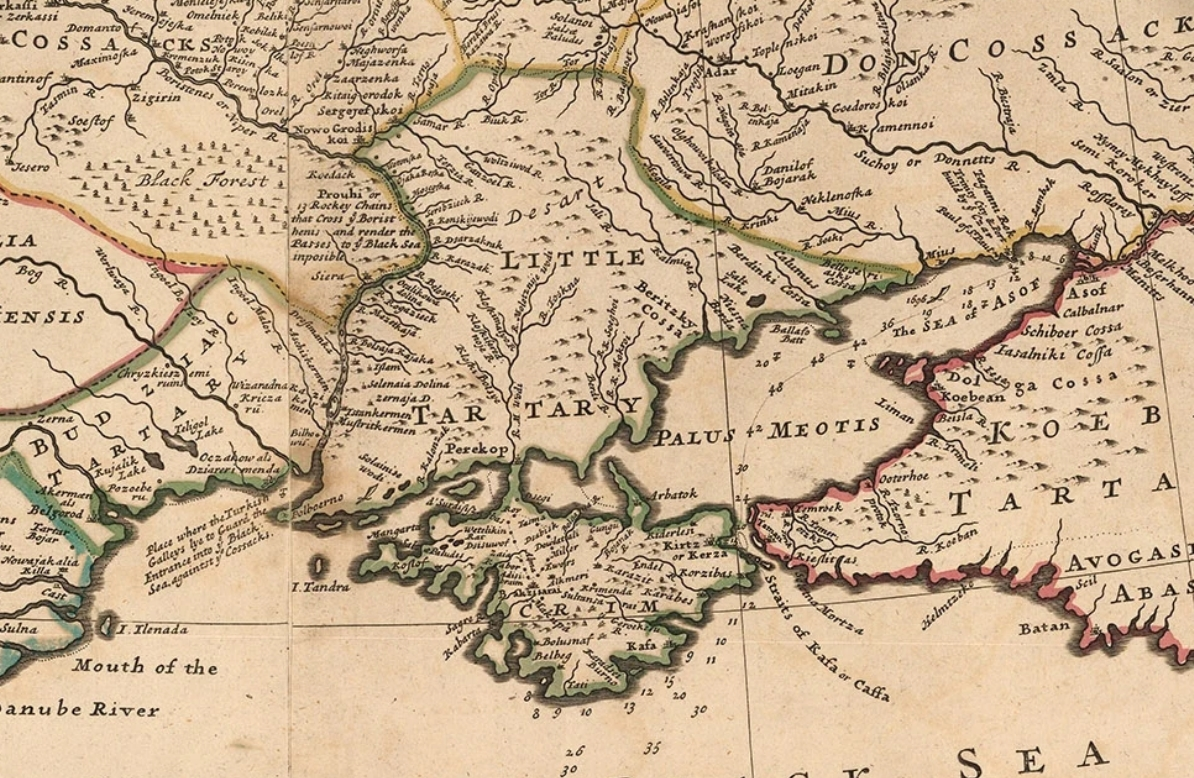
Little Tartary (Chanat Krymski) na mapie Hermana Molla z roku 1715.

Chanat Krymski (krymskotat. Qırım Hanlığı) – historyczne państwo feudalne na Krymie pod panowaniem chanów tatarskich, istniejące od XV do XVIII wieku. W europejskiej historiografii nazywane także Małą Tartarią (łac. Tartaria Minor).

## Historia

### Pomiędzy Złotą Ordą a Imperium Osmańskim
W XIII-XIV wieku tereny te znajdowały się w składzie Złotej Ordy. Ponieważ Krym położony był na kresach tego rozległego państwa i daleko od jego stolicy, nadwołżańskiego Saraju, już bardzo wcześnie pojawiły się próby oderwania go i utworzenia niepodległego państwa krymskiego. Pod koniec XIII wieku dążył do tego jeden z najzdolniejszych wodzów tatarskich, Nogaj, ale usiłowania jego nie dopięły celu za to sprawiły, że chanowie Złotej Ordy zaczęli odtąd baczniej strzec Krymu, mianując dla tego kraju swoich namiestników – emirów. W epoce podbojów wielkiego księcia litewskiego Witolda, Krym był nieraz celem wypraw jego wojsk i miejscem pobytu popieranych przezeń pretendentów do tronu Złotej Ordy. Przykładowo w 1397 roku Witold wyprawił się na Krym, gdzie w okolicach Sołchatu jako chana narzucił osobę Tochtamysza. Jednakże Witold ostatecznie nie zdołał opanować Krymu, natomiast zjawił się tam energiczny i utalentowany wojownik Edygej, który usunął stamtąd Tochtamysza. Wódz ten uzyskawszy godność emira Krymu, przygotował swą działalnością podstawy do utworzenia niepodległego chanatu krymskiego. W 1399 roku posiłkował swymi wojskami chana Złotej Ordy, Timura-Kutłuka, w słynnej bitwie nad Worsklą, która zakończyła się pogromem armii Witolda. Edygej był wówczas, z upoważnienia chana, naczelnym wodzem wszystkich sił Złotej Ordy. Krym w czasach Złotej Ordy, rządzony przez osobnych namiestników chańskich (emirów), był krajem obfitującym w płody rolne i ciągnącym pokaźne zyski z handlu czarnomorskiego. Krym bogacił i wzmacniał siłę polityczną emirów-namiestników chańskich, a siła ta rodziła w nich chęć uzyskania nieograniczonej i niezawisłej władzy. Emirowie krymscy (np. Nogaj, Edygej) walczyli nieraz z chanami Złotej Ordy, osadzali na tronie chańskim własnych kandydatów, niewygodnych zaś strącali, a kiedy w walce ponosili porażki, uciekali na Krym, aby tu znów zebrać wojsko i jeszcze raz rzucić się na przeciwników. Krym więc niemal od początków państwowości Złotej Ordy stanowił jak gdyby autonomiczne księstwo w jej ramach i stopniowo tak rozluźniał węzły łączące go z nadwołżańskim Sarajem, że finalne odpadnięcie tego kraju w pierwszej ćwierci XV stulecia było tylko naturalnym zakończeniem znacznie wcześniej rozpoczętego procesu.
Ostatecznie Chanat Krymski powstał w latach 1427/1428–1430 w wyniku rozpadu Złotej Ordy. Konsolidacja państwa została dokonana w latach 40. XV w. (1441 lub 1449) w wyniku definitywnego utrwalenia władzy przez pierwszego chana – Hadżi Gireja. Proces oddzielania się od pozostałości po Złotej Ordzie był jednak rozłożony na dziesięciolecia. Aż do lat 1502–1503 trwały walki Chanatu Krymskiego z Wielką Ordą (następczynią Złotej Ordy) najpierw o swoją niezależność, a potem także o zwierzchnictwo nad Tatarszczyzną europejską. Początkowo w polityce Chanatu dominował pogląd o potrzebie sojuszu z Polską i Litwą (na polsko-litewskie ziemie ruskie najeżdżała wówczas Wielka Orda, Chanat po raz pierwszy najechał na Podole w 1471 roku). W 1473 roku doszło jednak do sojuszu z Moskwą przeciwko Polsce i Litwie (oraz Wielkiej Ordzie). Rozpoczął się etap intensywnych najazdów krymskich na państwo Jagiellonów.
Tymczasem na skutek buntu możnych rodów tatarskich żądających zwiększenia haraczu od Kaffy, którą brał w obronę Mengli I Girej, w Chanacie doszło do zawirowań politycznych. W sprawy krymskie zaangażowało się wówczas Imperium Osmańskie. Sułtan wysłał na Krym wyprawę wojenną w celu obrony zagrożonego chana. W ten sposób w 1475 r. (a ostatecznie w 1478 r.) Krym przyjął zwierzchnictwo Imperium Osmańskiego. Jednocześnie Turcy zajęli południową część półwyspu wraz z Kaffą (jako nowy ejalet). Od tego momentu miał tam rezydować turecki urzędnik sprawujący nadzór nad chanem.

### Wojny z Moskwą o spuściznę po Złotej Ordzie
Po pokoju polsko-tureckim (1533 r.) doszło do zawarcia sojuszu Polski i Litwy z Chanatem przeciwko Moskwie (w 1535 r., odnowiony w 1552 r.). Chanowie krymscy skupiali się wówczas głównie na wojnach z Moskwą (najpierw rywalizując z nią o dominację nad Chanatem Kazańskim i Chanatem Astrachańskim, a po 1555 roku w celu ich wyzwolenia spod moskiewskiej okupacji). Szczytowym momentem tego okresu była wyprawa tatarsko-turecka na Astrachań w 1569 roku oraz spalenie Moskwy przez Tatarów w 1571 roku. Mimo to Moskwa obroniła swoje zdobycze i w 1593 roku zawarto pokój krymsko-moskiewski. Przez cały ten okres dochodziło jedynie do niewielkich najazdów tatarskich na ziemie Polski i Litwy – zazwyczaj z powodu biedy i głodu, bez celów politycznych. Do większych wypraw doszło tylko w 1558 i 1569 roku.

### Przeciwko Rzeczypospolitej i Habsburgom
Już od 1594 roku Tatarzy angażują się głównie w wojnę turecko-habsburską, na nowo też zaczyna dochodzić do dużych najazdów na (sympatyzującą wówczas z Habsburgami) Rzeczpospolitą. Nie powstrzymały napadów ani polsko-turecki traktat w Buszy (1617 r.), ani w Chocimiu (1621 r.). Na lata 1605–1633 przypadło największe (po latach 1474–1534) natężenie najazdów tatarskich na Polskę.
Wiosną 1623 r., po wieloletnich staraniach, Mehmed III Girej, korzystając z poparcia wezyra Mere Husajna paszy, zdołał obalić chana Dżanibeka II i przejąć władzę w Bakczysaraju. Wyniósł on do rangi kałgi swego brata Szahina, powszechnie uznawanego za poplecznika szacha perskiego Abbasa I Wielkiego, skonﬂiktowanego z sułtanem. W ten sposób doszło do napięcia politycznego na linii Bachczysaraj–Konstantynopol i najsilniejszej w XVII wieku próby emancypacji chanatu krymskiego spod wpływów Porty. Dobre relacje łączące młodszego z braci z Persją niepokoiły Turcję, która obawiała się wciągnięcia całej Tatarszczyzny w orbitę interesów państwa Safawidów. W Konstantynopolu zrozumiano, że błędem było usunięcie z tronu posłusznego Dżanibeka II i oddanie rządów w ręce ambitnych Mehmeda i Szahina. Gdy w sierpniu Mere Husajn pasza stracił swój urząd, Porta Ottomańska zdecydowała się przywrócić do władzy na Krymie poprzedniego chana. Mehmed III Girej nie podporządkował się woli sułtana, co w praktyce zainicjowało konflikt turecko-tatarski. Działania militarne prowadzone przez Girejów przyniosły wymierne efekty. Latem 1624 r. wojska chana, wspierane przez Kozaków zaporoskich powstrzymały pod Kaffą turecki korpus ekspedycyjny prowadzony przez kapudana Radżeba paszę, a jesienią wkroczyły na terytorium Mołdawii i Wołoszczyzny.
Mimo prymitywnej gospodarki, Krym przeżywał w XVII wieku okres rozkwitu politycznego. Datuje się to od 1637 roku, kiedy to pokonano najgroźniejszego rywala pośród Tatarów, czyli ordę budziacką. Następstwem tego zwycięstwa było uznanie Chanatu Krymskiego jako zwierzchnika przez wszystkie inne ordy. Drugim ważnym czynnikiem były reformy wezyra Sefera Gazi agi. Ukrócały tendencje decentralistyczne możnowładców tatarskich i jednocześnie wzmacniały władzę centralną.
W latach 40. XVII wieku Władysław IV wraz z najbliższymi współpracownikami (kanclerz Jerzy Ossoliński, hetman Stanisław Koniecpolski) planował wojnę Rzeczypospolitej przeciw Chanatowi, której celem miała być jego likwidacja. W planowanej wojnie istotną rolę mieli odegrać Kozacy zaporoscy i Carstwo Rosyjskie, z którym zawarto układ sojuszniczy. Fiasko planów wojennych króla w wyniku sprzeciwu sejmu było jedną z przyczyn wybuchu powstania kozackiego przeciw Rzeczypospolitej, zaś ujawnienie przez Bohdana Chmielnickiego chanowi Islamowi III Girejowi posiadanych dokumentów przygotowań do wojny – motywem poparcia powstania Chmielnickiego przez chana.

### Sojusz z Kozakami
Plany wielkiej wojny z Turcją snute przez Władysława IV stanowiły śmiertelne zagrożenie dla Chanatu. Wybuch powstania Chmielnickiego wybawił zatem Tatarów z opresji. Od razu też ruszyli z pomocą powstańcom. Było to trwające w latach 1648–1653 przymierze Chanatu z dotychczasowym najzagorzalszym wrogiem – Kozaczyzną Zaporoską, skierowane przeciw Rzeczypospolitej. Doprowadziło to w 1649 roku do najazdu tatarskiego chana Islama III Gireja, podczas którego razem z Kozakami obległ Polaków pod Zbarażem i osaczył wojska koronne króla Jana Kazimierza podczas przeprawy pod Zborowem. Następnie doszło do kolejnej ofensywy kozacko-tatarskiej w 1651 roku zakończonej bitwą pod Beresteczkiem, później Tatarzy przyczynili się do polskiej klęski pod Batohem w roku 1652, a wreszcie zawarli z Polską korzystny rozejm pod Żwańcem w grudniu 1653 roku.

### Na pomoc Rzeczypospolitej
W obliczu podporządkowania Hetmanatu Carstwu Rosyjskiemu w ugodzie perejasławskiej (1654 r.), chcąc utrzymać korzystną dla Chanatu równowagę sił jego sąsiadów, Islam III Girej zawarł trwający do 1666 r. sojusz z Rzecząpospolitą, skierowany przeciw Rosji i podporządkowanym Kozakom, a od unii hadziackiej (1658 r.) tylko przeciwko Rosji (wobec związania się na nowo Hetmanatu z Rzecząpospolitą). W 1655 r. wojska tatarskie wzięły udział po stronie Rzeczypospolitej w bitwie pod Ochmatowem przeciw połączonym siłom moskiewsko-kozackim. W czasie potopu szwedzkiego sojuszniczy kontyngent tatarski, którym dowodził Subchan Gazi aga, również wziął udział w walkach po stronie polskiej. Tatarzy uczestniczyli w bitwie pod Prostkami i w rozbiciu najazdu wojsk siedmiogrodzkich Jerzego II Rakoczego. Po unii hadziackiej wojsko tatarskie uczestniczyło w rozbiciu armii rosyjskiej w bitwie pod Konotopem (1659) przez połączone siły kozacko-polsko-tatarskie.

### Ponownie przeciwko Rzeczypospolitej, dalsze walki z Moskwą
Po rozejmie andruszowskim kończącym wojnę polsko-rosyjską (1667 r.) nastąpiło zerwanie sojuszu z Polską, choć busolą polityki Girejów pozostawał wciąż konflikt z Moskwą, w której upatrywali największe zagrożenie. Zwrot Krymu przeciwko RP był spowodowany tym, że elementem rozejmu andruszowskiego był planowany sojusz antymuzułmański Polski i Moskwy. Chanat znów zatem (jak w 1648 roku) stanął po stronie zbuntowanej części Kozaczyzny (hetmana Piotra Doroszenki) i brał udział w wojnie Turcji przeciwko Rzeczypospolitej w latach 1672–1676. Uwikłanie w sprawy Ukrainy zmusiło też Chanat do wzięcia udziału w wojnie moskiewsko-tureckiej (1674-1681). W wyniku wojny Turcji z Ligą Świętą w latach 1683–1699 oraz postanowień pokoju karłowickiego i pokoju konstantynopolitańskiego Chanat utracił prawo do żądania upominków od Rzeczypospolitej i Rosji. Jednocześnie Turcja utraciła (przejściowo) na rzecz Carstwa Rosyjskiego warowne miasto Azow, co mocno nadwerężało bezpieczeństwo Chanatu. Azow został odzyskany przez Turcję w 1711 r. w traktacie pruckim w konsekwencji wojny turecko-rosyjskiej (1710–1711), zaś definitywnie utracony w 1739 r. w wyniku postanowień traktatu pokojowego kończącego niszczycielską dla Krymu wojnę rosyjsko-turecką (1735–1739).

### Upadek Chanatu Krymskiego
Przez cały XVIII wiek Chanat, u boku Turcji, podejmował próby oparcia się ekspansji rosyjskiej nad Morzem Czarnym. Próby te, wobec wyczerpania sił tureckich oraz w wyniku upadku znaczenia Rzeczypospolitej, okazały się nieskuteczne. Zachwianie równowagi sił w Europie Środkowo-Wschodniej, o której utrzymanie Chanat Krymski zabiegał od trzech stuleci, okazało się zabójcze dla państwowości tatarskiej.
Podczas wojny rosyjsko-tureckiej (1768-1774),w styczniu 1769 roku, 70-tysięczna armia turecko-tatarska przeprowadziła jeden z największych najazdów na terytorium Imperium Rosyjskiego, który został odparty przez 6-tysięczny garnizon twierdzy Św. Elżbiety. W rezultacie zostali pokonani przez wojska generała Rumiancewa. Skutkiem przegranej w 1774 roku przez Imperium Osmańskie kolejnej wojny z Imperium Rosyjskim było formalne uniezależnienie się Chanatu od Turcji, zagwarantowane w traktacie w Küczük Kajnardży w 1774 roku. Formalnie niezależny Chanat (do którego włączono jeszcze Ejalet Kaffy) stał się faktycznie rosyjskim protektoratem. W efekcie tego między 50 a 200 tysięcy muzułmanów postanowiło przenieść się do Turcji.
W 1778 r. Rosja wywołała masową (31 tys.) emigrację ludności chrześcijańskiej z Krymu na otwarte do osadnictwa terytoria stepowe Noworosji. Było to konsekwencją wymuszonego na Chanacie układu, zgodnie z którym miał się on stać państwem wyłącznie tatarskim i muzułmańskim. Cała kupiecka i rzemieślnicza część ludności Krymu musiała opuścić dotychczasowe miejsca zamieszkania, co podcięło gospodarkę Chanatu. Ludność państwa zmalała być może do ok. 120 tysięcy. Doszło do powstania przeciw nowemu chanowi, wspieranemu przez Turków, przez co Rosja wymusiła na rządzie osmańskim potwierdzenie pokoju w Küczük Kajnardży.
Niepokoje jednak nie ustały, były podsycane przez carat i dały pretekst do 1783 r. aneksji Chanatu przez Rosję. Jego terytorium zostało włączone do Imperium Rosyjskiego, weszło w skład namiestnictwa jekaterynosławskiego i obwodu taurydzkiego Imperium, w regionie określanym do rewolucji lutowej i obalenia caratu jako Noworosja. Obecnie historyczne terytorium Chanatu należy do Ukrainy (na zachód od Donu) i do Rosji (na wschód i południe od tej rzeki).
Turcja próbowała odtworzyć Chanat w wojnie z Rosją (1787–1792), lecz ją przegrała. W roku 1802 car Aleksander I Romanow utworzył z ziem Chanatu Krymskiego Gubernię taurydzką.
Do upadku Chanatu Krymskiego przyczyniły się niewątpliwie:
- dysproporcja sił między Chanatem Krymskim a Rosją,
- niedostateczna znajomość nowoczesnej sztuki wojennej przez Tatarów,
- reformy Piotra Wielkiego w Rosji przy jednoczesnym zacofaniu gospodarczym Chanatu (gospodarka krymska opierała się na najazdach i, ze względu na stepowe tereny, niemal nie posiadała własnego zaplecza produkcyjnego),
- okiełznanie Kozaczyzny przez Rosję,
- słabość Rzeczypospolitej i Imperium Osmańskiego, naruszająca równowagę sił we wschodniej Europie[19].

Chanat odegrał ważną rolę w Europie Wschodniej, najeżdżając Wielkie Księstwo Moskiewskie (później Carstwo Rosyjskie), Wielkie Księstwo Litewskie i Królestwo Polskie (później Rzeczpospolitą), co było powodem wojen polsko-tureckich.

## Władza w Chanacie Krymskim
Chan – władzę w państwie Tatarów sprawował przede wszystkim chan, którym zostawał najczęściej dotychczasowy kałga wybierany na kurułtaju (zjazd arystokracji tatarskiej). Wybór, którego tam dokonano, musiał być potwierdzony przez sułtana tureckiego z uwagi na podporządkowanie Chanatu Imperium Osmańskiemu.
Przykładowa tytulatura chanów krymskich (Murada Gireja): „Ja wielki chan i największy chakan z łaski wielkiego Boga, wielkiej ordy, wielkiego kraju Deszti Kipczaku, tronu krymskiego, stu tysięcy tumenów, bezliku Nogajów, Czerkiesów, Tatów i Tawkeczów i krajów białogrodzkich padyszach...”
Kałga – (kałga z mong. – „brama”) następca chana i jego pierwszy regent, którym według prawa mógł zostać jedynie najstarszy brat lub syn panującego. Zarządca prawej strony państwa (tj. wschodniej część kraju) i dowódca prawego liczniejszego skrzydła armii krymskiej.
Nurredin – (z arab. – „światło wiary”) zarządca lewej strony państwa (tj. zachodniej część kraju) i lewego mniej licznego skrzydła wojsk krymskich, drugi po kałdze regent krymskiego tronu.
Sułtan – syn lub brat chana (aktualnego lub poprzednich).
Każdy chan, kałga, sułtan czy nureddin pochodził z dynastii panującej Girejów.
Wezyr – zarządca pałacu chana. Administrator i organizator. Jego rola w państwie zależała od osobowości i charakteru. Jednym z największych wezyrów chańskich w historii był Sefer Gazi aga.
Dywan – Rada Państwa, drugi podmiot władzy w państwie Gerejów, główny organ doradczy chana. Zasiadali w nim przede wszystkim przywódcy (bejowie) najważniejszych sześciu rodzin arystokratycznych na Krymie – Szirinów, Barynów, Kipczaków, Argynów, Sedżeutów i Mansurów.
Karacze – ministrowie, członkowie Dywanu, mieli wielki wpływ na politykę państwa, m.in. ich głos wielokrotnie decydował o wyborze chana oraz o wyprawach wojennych. Bez ich zgody chan nie mógł wiele zdziałać.
Seraskerzy – sędziowie wojskowi, trzech urzędników bezpośrednio sprawujących władzę nad ordami koczującymi poza Krymem, zwykle członkowie dynastii Girejów.
Opis obrad Dywanu
Opis posiedzenia Dywanu (Rady państwa) w stolicy Chanatu Krymskiego – Bachczysaraju, autorstwa podróżnika tureckiego (z XVII wieku) Evliya Çelebiego:
Najpierw chan na tronie zasiada, potem zaś kapykułowie i karaczowie wszyscy, ręce na piersi złożywszy, siadają --- każdy na właściwym miejscu, stosownie do ceremoniału i piastowanych godności. Po prawicy chana (...) zasiada kałga sułtan. Tego stolicą jest miasto Akmesdżid na Krymie. Stąd sprawuje on władzę nad trzema setkami wsi aż po zamek Kercz na wschodniej rubieży Krymu i po wsie w nahijach koło Kōledżu. Po lewicy zaś chana siedzi nureddin sułtan. Nureddin sułtan w przytomności chana wysłuchuje sporów, jakie w dwustu pięćdziesięciu wsiach się toczą poczynając od rzeki Kaczy aż do zamku Gōzlew, do zamku Or [Perekop], do zamków Czeniszke i Arabat, tudzież władzę nad nimi sprawuje i rozkazy wydaje. Natomiast najjaśniejszy chan wydaje rozkazy kałdze sułtanowi i nureddinowi sułtanowi, jarłyki szachowskie pięknym językiem pisane i tugry prześwietne chańskie wystawia oraz nad wszystkimi rządy sprawuje. Po jego prawicy stoi jeszcze szejchulislam haneficki oraz muftijowie trzech innych obrządków. Po lewicy jego zaś siedzi kadiasker Murtaza Ali efendi, a za tym mułła miejski i dwudziestu czterech kadich Półwyspu Krymskiego, którzy z uwagą słuchają skarg w sprawach, jakie się w ich kazach przytrafiają, waśniom kres kładą i spory roztrząsają. Jeśli zaś któryś z nich (od czego niech nas Ałłach uchowa!) wyrok z szariatem niezgodny lub niesprawiedliwy wyda, wówczas kadiego który fałszywie sądzi, tatarscy ulemowie natychmiast i bez litości kamienują. Wezyr chański zaś, Sefer Gazi aga, stoi i tylko czasami u boku kałgi sułtana przysiada. Kiahia kapydżych z laską srebrną w ręku chodzi oraz ludzi wprowadza, którzy skargi zanoszą. Kapydżych natomiast w tym dywanie nie ma. Podobnie także ot-agowie służbę swą stojąc pełnią. Defterdar stoi u boku kałgi sułtana, rejent dywanu zaś u boku nureddina sułtana. Pozostali powiernicy, skarbnicy, poborcy podatków oraz pisarze dywanu stoją wszyscy oddzielnie przy głównym rachmistrzu.

## Wyprawy wojenne
Wyprawy wojenne Tatarów dzieliły się na trzy rodzaje:
- Walne sefer – ruszały wszystkie siły ordy na czele z chanem, kałgą, sułtanem lub nureddinem – miały na celu oprócz grabieży, zmuszenie przeciwnika do ustępstw politycznych. Wyprawiano się na nie również na „zaproszenie” sułtana tureckiego.
- Średnie czapuł – ruszało kilka tysięcy Tatarów pod wodzą beja lub mirzy – głównym celem była grabież i nękanie wroga.
- Drobne besz basz – ruszało od kilku do kilkuset wojowników – celem tych wypraw była wyłącznie grabież, odbywały się często bez wiedzy i pozwolenia chana.

## Taktyka najazdów i walki
Taktyka walki Tatarów była prosta – zaskoczyć przeciwnika i zrabować jak najwięcej. Znajdując się na ziemi przeciwnika orda zakładała kosz i wysyłała swe lotne czambuły na zagony. Po zdobyciu łupów i jasyru czambuły odprowadzały zdobycz do kosza. Zabezpieczeni doborowym oddziałem jazdy wracali wraz z bogactwami na stepy Krymu.
Omijali duże skupiska wojsk przeciwnika, chyba że musieli bronić kosza z jasyrem i łupami, wtedy bili się z ogromną determinacją. Na początku obsypywali wroga gradem strzał, a potem w walce na broń białą w szyku półksiężyca (składającego się z kilku rzędów) atakowali, zawsze próbując oskrzydlić przeciwnika lub otoczyć i wybić (względnie zmusić do ucieczki).
Częstym manewrem były szybkie natarcia i odwroty, które miały za zadanie wprowadzić zamieszanie w wojskach wroga, gdy to się udawało, czambuły nagłym zwrotem ruszały do decydującego starcia z przeciwnikiem.
Tatarzy, podobnie jak większość ludów z dzikich stepów, byli mistrzami w pozorowanych odwrotach. Przeciwnik pewien, że zwycięża, ruszał w pościg za wycofującymi się oddziałami tatarskimi. Uciekinierzy prowadzili wrogów w zasadzkę, ponieważ ukryte wcześniej przed oczyma wroga oddziały tatarskie czekały tylko, kiedy przeciwnik oddali się od swoich pozycji i w przygotowanym zawczasu miejscu atakowały oddziały wroga ze wszystkich stron, pierścień okrążenia zamykali dotychczasowi uciekinierzy nagłym zwrotem ku wrogowi.
Zdesperowani Tatarzy, wycofujący się (tym razem nie w pozorowanym odwrocie) przed zwycięskim przeciwnikiem i uciekający aby ratować przede wszystkim swe życie (oraz resztki łupów) stosowali bardzo ciekawą oraz skuteczną taktykę opóźniającą pościg. Mianowicie wyrzucali za siebie część łupów, najczęściej złote i srebrne przedmioty. Dawało to czas na oddalenie się od sił przeciwnika, ponieważ co chciwsi wrogowie byli zajęci zbieraniem kosztowności (co prowadziło do utrudnienia pościgu albo rzadziej całkowitego jego zaprzestania). Tatarzy potrafili także wyrzucać łuki, kołczany itp., czyli zbędny balast w czasie ucieczki, aby być szybsi od pościgu i w taki sposób oddalić się od nieprzyjaciela.
Jedną z ulubionych taktyk czambułów było przejeżdżanie w pełnym galopie przed czołem wojsk nieprzyjacielskich, strzelając w ich kierunku gradem strzał z łuków. Tatarzy powtarzali ten manewr wielokrotnie, zadając przeciwnikowi jak największe straty.
Słabym punktem armii krymskiej była mała odporność tejże na ostrzał z broni palnej i artylerii, co wykorzystywały wojska Rzeczypospolitej, stosując tzw. szyk antytatarski – „z jazdą ustawioną w centrum, z taborem, obsadzonym artylerią i piechotą, osłaniającymi jej tyły i skrzydła”. Atakujących Tatarów odrzucał ostrzał piechoty i artylerii, a gdy natarcie się załamywało, do kontrnatarcia ruszała jazda polska z zadaniem zniszczenia wroga, w razie niepowodzenia jazda wracała pod osłonę taboru.
Jednak, jak była mowa wcześniej, Tatarzy unikali walki z większymi siłami nieprzyjaciela dzięki swej szybkości i zwrotności (wynikającej z braku taboru oraz z posiadania przez każdego Tatara kilku rączych koni, tzw. bachmatów tatarskich). Dlatego Polacy atakowali, gdy orda obciążona jasyrem i wozami z innymi łupami wracała na stepy. Była wtedy powolna, atak w takich warunkach dawał szansę na odbicie jasyru i zrabowanych rzeczy.

## Geografia, społeczeństwo i gospodarka

### Geografia
Terytorium Chanatu dzieliło się na dwa zasadnicze obszary: mniejszy – Półwysep Krymski, oraz większy – sąsiadujące z nim od północy i wschodu niżowe tereny obecnej Ukrainy i Rosji (Kubań). O ile na półwyspie (zwłaszcza w jego południowej części) znajdowały się tereny górzyste i zalesione (Góry Krymskie), o tyle obszary nad Morzem Czarnym i Azowskim stanowiły płaską nizinę porosłą bezkresnymi stepami. Południowe krańce Półwyspu Krymskiego, o śródziemnomorskim klimacie, najgęściej zaludnione i najbardziej rozwinięte, aż do lat 70. XVIII wieku należały bezpośrednio do Imperium Osmańskiego i nie podlegały władzy chanów. Obszar ten tworzył Ejalet Kaffy (obejmujący m.in. takie miasta jak Kaffa, Kercz, Bałakława, Sudak, ruiny Mangupu, a także leżące poza Krymem Azow i Sudżak Kale). W dość luźnej i okresowo zanikającej zależności od chanów krymskich pozostawało pogórze Kaukazu (Czerkiesja), a także ziemie na zachodnim wybrzeżu Morza Czarnego, należące bezpośrednio do Imperium Osmańskiego (Ejalet Rumelii, potem Ejalet Silistrii, zwany także Ejaletem Białogrodu lub Oczakowa), a zamieszkane przez nogajskie ordy przednie (Jedysan, Budziak i Dobrudża).

### Społeczeństwo
Tatarzy zamieszkujący Chanat Krymski dzielili się na dwie zasadnicze grupy: Tatarów Krymskich (na półwyspie) oraz Tatarów Nogajskich (na stepach nadczarnomorskich). Początki obecności nad Morzem Czarnym zarówno Tatarów Krymskich, jak i Nogajów, wywodzą się od najazdów mongolskich w XIII wieku. Ci drudzy, bardziej prymitywni, rozbójniczy, niemal w całości koczowniczy, tworzyli półautonomiczne ordy: Perekopską, Azowską i Małą Ordę Nogajską. Osobne ordy tworzyli ci z Nogajów zamieszkujący ziemie osmańskie (ordy: Dobrudzka, Białogrodzka, Budziacka i Oczakowska/Jedysańska).
Obliczenie ludności Chanatu Krymskiego nastręcza wielu trudności. Z całą pewnością kraj był słabo zaludniony. W XVI–XVII liczył być może około 250–350 tys. osób, w tym zdecydowaną większość Tatarów, ale także liczne mniejszości – Turków, Ormian, Greków, Żydów, Karaimów, a nawet Włochów (Genueńczyków). Te grupy etniczne stanowiły też konglomerat ludnościowy Ejaletu Kaffy. Wspomniane szacunki prawdopodobnie nie uwzględniają liczby mieszkających w Chanacie niewolników (których mogło być nawet więcej niż ludzi wolnych, jak – zapewne z dużą przesadą – twierdził podróżnik Ewlija Czelebi).
Szlachta i arystokracja tatarska stanowiła zaledwie 1% ludności kraju, duchowieństwo muzułmańskie 5–6%. Większość społeczeństwa chanatu krymskiego stanowili rolnicy i pasterze (te warstwy społeczne cieszyły się względną wolnością osobistą, jednak na rozkaz władcy lub feudałów miały obowiązek brania udziału w wyprawach wojennych). Niewielka część Tatarów zamieszkiwała (zdominowane przez mniejszości) miasta, wtedy zajmowali się głównie rzemiosłem i handlem.
Pozycja kobiety była wyższa niż w innych krajach muzułmańskich. Mogły one procesować się z mężem o majątek, a także uczęszczać do szkoły. Tatar musiał się liczyć ze zdaniem swojej małżonki. Kobiety niekiedy wyprawiały się na wojnę i często brały udział w obronie chanatu przed napadami nieprzyjaciół. Praktykowano wielożeństwo, najbogatsi Tatarzy utrzymywali całe haremy, powszechne było też pożycie z niewolnicami, jednakże Tatarzy nie żenili się z brankami (tak jak Turcy), a jeśli mieli z nimi dzieci, to nazywali je tumanami i mogli sprzedawać, gdyż potomstwa urodzonego z niewolnic nie uważali za swoje. Polityka taka niewątpliwie chroniła etniczną tożsamość Tatarów, zarazem jednak nie poprawiała potencjału ludnościowego (a co za tym idzie i militarnego) państwa.
Temu natomiast miała służyć popierana przez chanów imigracja Tatarów z dawnych ziem Złotej Ordy zajmowanych stopniowo przez Moskwę. I tak przykładowo chan Mehmed I Girej po zdobyciu Astrachania w 1523 roku przesiedlił część Tatarów Astrachańskich na Krym. Także Sahib I Girej sprowadził pokonanych przez siebie Nogajów częściowo na Krym, częściowo aby zasilić ordy przednie. W 1555 roku po zhołdowaniu przez Moskwę Wielkiej Ordy Nogajskiej (nadwołżańskiej) część jej mieszkańców przeniosła się między rzeki Don a Kubań uznając, jako Mała Orda Nogajska, władzę Girejów. Poza powodami politycznymi istniały także gospodarcze powody takich migracji. Głód wśród Tatarów Ordy Nogajskiej koczujących w okolicach Azowa sprawił, że w poszukiwaniu żywności ruszyli oni na wiosnę 1560 roku na zachód wzdłuż wybrzeża czarnomorskiego docierając do Budziaku. Wzmocnili w trakcie kolejnych fal migracyjnych tamtejszą populację Tatarów białogrodzkich.

### Gospodarka
Kraj był zacofany i ubogi, stąd Chanat Krymski większość swych zysków (dzielonych między władcę, elity i zwykłych wojowników) zawdzięczał sprzedaży niewolników, których miał pod dostatkiem spośród ludzi uprowadzanych w jasyr (bogatszych jeńców wypuszczano za okupem). Według niektórych badaczy liczba ludzi wziętych w jasyr z ziem polsko-litewskich i moskiewskich przez Tatarów nadczarnomorskich, a następnie wyeksportowanych na tureckie rynki niewolnicze (głównie do Stambułu, Kaffy czy Kilii) w latach 1450–1700 mogła wynosić około 2 milionów (2,5 miliona po doliczeniu jasyru z Kaukazu). Władcy chanatu czerpali dochody także z łupów, a także haraczu, ściąganego z krajów ościennych (Rzeczypospolitej, Moskwy, księstw naddunajskich, od Czerkiesów), przez płacących eufemistycznie zwanych „upominkami”. Z kolei Porta Ottomańska wypłacała chanom tzw. salijane, czyli „płacę roczną” (zazwyczaj w formie dochodu z ceł w Kaffie), a także przekazywała chanom działa, amunicję i wyćwiczonych piechurów do gwardii pałacowej. Do tego dochodziły zyski z pozostałych ceł (dzięki istnieniu zupełnie dobrze rozwiniętego handlu) i wreszcie z podatków od ludności (ale tylko zamieszkujących w dobrach Girejów): pasterzy i chłopów tatarskich; ludności niemuzułmańskiej oraz timariotów, czyli drobnej szlachty. Arystokracja (bejowie i mirzowie) podatków nie płaciła. Spore zyski przynosił również chanom monopol na wydobycie i handel solą, która była istotnym bogactwem naturalnym Krymu (była wydobywana w kopalniach oraz pozyskiwana w salinach).
Wydatki chanów krymskich obejmowały głównie koszty utrzymania armii (zwłaszcza tej stałej: sejmenów i kapykułów), a także dworu i dyplomatów; budowę pałaców, zamków obronnych, wodociągów, dróg i mostów. Pewną część wydatków pochłaniał mecenat artystyczny władców.
Ludność Chanatu Krymskiego trudniła się głównie hodowlą zwierząt (koni, bydła, wielbłądów i owiec). Hodowla była prowadzona na prymitywnym poziomie. Zwierzęta przez cały rok żyły samopas w stepach, gdzie także zimowały (Tatarzy Nogajscy dopiero w XVIII wieku zaczęli budować dla nich schronienia), stąd często padały one ofiarą chorób (zarazy), drapieżników, mrozu lub suszy (skąpość trawy), a co za tym idzie – głodu. Przyrost masy był ledwo widoczny.
Uprawa roli była mniej popularna i występowała praktycznie wyłącznie na Półwyspie Krymskim (zwłaszcza w jego południowej części, u podnóża Gór Krymskich). Nogajowie, żyjący na wielkich obszarach stepowych na północy państwa oraz na Kubaniu, nie uprawiali ziemi aż do XVIII wieku. Przy pracach rolnych, poza chłopami, zatrudniani byli także niewolnicy. Uprawiano jęczmień, żyto, pszenicę, proso, kukurydzę. Dużą rolę odgrywało sadownictwo i ogrodnictwo. Zbierano m.in. jabłka, gruszki, wiśnie, czereśnie, śliwki, brzoskwinie, morele, morwy, pigwy, winogrona, figi, orzechy włoskie i laskowe, a nawet granaty, cytryny i pomarańcze. Uprawiano m.in. cebulę, groch, bób, oliwki, melony i arbuzy. Wybierano miód dzikich pszczół.
Pomimo tego spożycie urozmaiconych produktów roślinnych było niewielkie (zwłaszcza u Nogajów). Jadłospis warstw ludowych przedstawiał się ubogo, najczęściej składał się z kaszy i mleka (także kobylego). Tatarzy nie gustowali w rybach (które spożywała głównie chrześcijańska ludność Krymu), za to najbardziej cenili mięso, które też stanowiło ważny element ich diety. Poza mięsem zwierząt hodowlanych, jadali dziczyznę. Tatarzy byli zapalonymi myśliwymi. Polowano na sarny, jelenie, suhaki, dzikie konie, dzikie kozy, zające, liczne dzikie ptactwo. Tym niemniej myślistwo, prymitywna hodowla i ograniczone rolnictwo nie były w stanie zagwarantować stałych rezerw żywności. Po okresach urodzaju (kiedy potrafiono eksportować z Krymu, głównie do Turcji, nadwyżki zbożowe, oliwę, warzywa, owoce, mięso, nabiał, miód, suszone ryby) przychodziły dotkliwe okresy klęsk żywiołowych (susze latem, wysokie mrozy zimą, szarańcza). Do tego dochodziła mała umiejętność przechowywania zasobów (np. sól przechowywano w nieosłoniętych kopcach, wystawioną na działania warunków atmosferycznych). Głód był zjawiskiem nawracającym i stanowił jeden z głównych motywów najazdów rabunkowych na sąsiednie kraje.
Ważną gałęzią gospodarki Chanatu Krymskiego był handel. Dominowali w nim Żydzi i Ormianie, choć nie brakowało i kupców muzułmańskich. Eksportowano (głównie do innych części Imperium Osmańskiego) niewolników, produkty żywnościowe (okresowo, zwłaszcza w XVIII w.), zwierzęta hodowlane, skóry, wełnę, wojłoki, wosk, rzędy końskie, broń białą, „masło ziemne”, oraz kil – rodzaj tłustej glinki używanej przez kobiety do nacierania głów podczas kąpieli. Do ziem na północ od Chanatu (głównie Rzeczypospolitej, której bilans handlu z Chanatem w XVIII wieku był nawet ujemny) wysyłano bakalie, cytrusy, tytoń, kawę, skóry, wełnę, bawełnę, kożuchy baranie, tkaniny, zdobione rzędy końskie, łuki, broń białą, safian, dywany, makaty, namioty, a nawet rękopisy i księgi, w tym egzemplarze Koranu. Przesiąknięta duchem orientalizmu szlachta polska była, zwłaszcza w ostatnich dziesięcioleciach istnienia Chanatu, chciwym odbiorcą wschodnich dóbr kultury. Z północy w granice Chanatu napływały drewno, zboże, oleje, wosk, futra, skóry, tkaniny i wódka. Z południa wyroby luksusowe, tkaniny, broń, tytoń i kawa. Miasta Chanatu (Bakczysaraj, Karasu-Bazar, Gozlewe, Perekop/Or, Akmeczet, Eski-Krym/Sołchat, Czufut-Kale/Kyrk-Jer i inne) były ośrodkami rzemiosła, gdzie produkowano płótno, sukno, kobierce i broń ręczną. Rozwinięty był przemysł garbarski i spożywczy.